# Strategische incompetentie
Strategische incompetentie, ook wel in navolging van het Engels weaponized incompetence genoemd, is een strategie om (huishoudelijk) werk te vermijden. Hierbij doet de persoon die van de strategie gebruik maakt alsof die een bepaalde taak niet (zelfstandig) kan uitvoeren, zodat hij of zij deze niet hoeft uit te voeren.

## Geschiedenis
De term strategische incompetentie werd in 2007 voor het eerst gebruikt door Jared Sandberg in een artikel voor The Wall Street Journal waarin hij het gedrag beschreef. Auteur Andrew J. DuBrin stelde in zijn boek Political Behavior in Organizations (2009) dat vrouwen in de jaren 1970 vaak gebruik maakten van de strategie. Zo kwam het volgens hem in veel organisaties voor dat aan vrouwen werd gevraagd secretaressewerkzaamheden uit te voeren zoals notuleren of koffie halen, ook als die vrouwen een heel andere rol of functie vervulden binnen de organisatie, zoals managementfuncties. Volgens DuBrin kwamen ze onder die taken uit door deze strategie toe te passen, bijvoorbeeld door te doen alsof ze niet wisten hoe het koffiezetapparaat werkte.
Sinds de jaren 2020 is er meer aandacht voor de rol van strategische incompetentie in het huishouden. Dit werd deels veroorzaakt doordat vrouwen op sociale media, zoals TikTok en Instagram, filmpjes plaatsten van de huishoudelijke taken die hun mannelijke partners niet vervulden in huis met als claim dat zij dit niet konden, met als doel hun partners te overtuigen meer taken op zich te nemen. De vrouwen postten de filmpjes met de hashtag #WeaponizedIncompetence. In 2021 was de hashtag al meer dan 35 miljoen keer bekeken. Sommige filmpjes waren gericht op het idee dat werk buitenshuis meer gewaardeerd wordt dan traditioneel vrouwelijk werk binnenshuis doordat we leven in een kapitalistisch patriarchaat; in de posts werd gesteld dat strategische incompetentie een middel van onderdrukking was. Nederlandse media begonnen eveneens te publiceren over het verschijnsel. Zo omschreef Tim Gouw, die zichzelf in zijn artikel als thuisblijfvader beschreef, het voor de Volkskrant. Ook vrouwenbladen zoals LINDA. en Marie Claire gaven er aandacht aan.
In de Verenigde Staten kwam er in dezelfde periode ook aandacht voor strategische incompetentie die witte Amerikanen aanwendden als het aankwam op raciale kwesties. Volgens sommige opiniemakers werd de status quo versterkt door witte mensen die zich van de domme houden of er bewust voor kiezen zich niet in deze materie te verdiepen.

## Praktijk
In de praktijk kan het gebruiken van strategische incompetentie bepaalde voordelen en nadelen hebben. 

### Voordelen
Het grootste voordeel van strategische incompetentie is het vermijden van werkzaamheden die men niet wil vervullen. Steven Crawley, een HR-leidinggevende, spreekt in die context zelfs van nuttige vaardigheid om nutteloze taken af te stoten. In het (voor de gebruiker van de strategie) beste geval, zal de vrager concluderen dat de persoon incompetent is voor de betreffende taak en de taak zelf uitvoeren. Mogelijk komen dergelijke klussen helemaal niet meer bij de 'strateeg' terecht.
Een andere reden om strategische incompetentie aan te wenden is om voortdurende kritiek van een partner te voorkomen of omdat een perfectionistische partner al het werk uit handen trekt. Schrijver Franklin Veaux herkende dit in zijn eigen relatie. Hij schreef in 2023 dat hij voor hij ging samenwonen nooit had leren koken en dat zijn partner, die dol was op koken, hem "letterlijk, niet metaforisch, verbood te koken". Na zijn scheiding kon hij nog steeds niet koken. Hij spreekt in deze context ook wel van weaponized faultfinding, waarbij een partner kritiek heeft op de partner die een nieuwe vaardigheid probeert te leren en het nieuwe gedrag zo ontmoedigt.

### Nadelen
Strategische incompetentie verschuift werk van de 'strateeg' naar degene die het werk wel belangrijk vindt. In hetero-relaties nemen vrouwen het werk er zelf maar bij, in plaats van het (deels) over te laten aan haar incompetente man. Dit zorgt voor een zwaardere belasting van vrouwen. Wereldwijd zijn vrouwen meer tijd kwijt aan huishoudelijk werk. In deze context wordt wel van een derde shift of emotionele arbeid gesproken.
Ook Andrew DuBrin wijst er in zijn boek, dat meer is gericht op de kantoorcontext, op dat de 'strateeg' op deze manier alleen maar werk afschuift. DuBrin geeft aan dat je minder als teamspeler overkomt als je telkens doet alsof je 'nutteloze' werkzaamheden niet kan vervullen. Ook lijk je daadwerkelijk incompetent en daardoor maak je minder kans op een promotie.
Binnen het huishouden heeft strategische incompetentie nog twee andere nadelen. Zo dwingt de 'incompetente' partner de andere partner in een ouderlijke rol. Dit kan negatieve invloed hebben op het samenleven en seksleven van het stel. Dit is al een lastige situatie bij een kinderloos stel, maar wanneer er ook kinderen zijn, kan het gedrag van de 'strateeg' ervoor zorgen dat de kinderen leren dat er maar één betrouwbare ouder is. Ook kunnen de kinderen het gedrag van de 'strateeg' overnemen.